# 大園交流道 (國道2號)
大園交流道為臺灣國道二號與國道二號甲線的交流道，位於桃園市大園區，為聯絡桃園國際機場與紓解大園工業區之車流而興建，指標分別為1k、2k。
|          | 1 大園 |          | 圳頭     |
|          | 1 大園 | 大園     |          |
|          | 不適用 | 高速公路 | 高速公路 |
| 蘆竹     | 不適用 |          |          |
| 桃園機場 | 不適用 |          |          |

## 周邊設施及道路
- 臺灣桃園國際機場
- 大園工業區
- 大園站（ 機場線）
- 台15線
- 市道113號
- 市道110號

## 外部連結
- 國道二號機場端、大園交流道示意圖 （页面存档备份，存于）（交通部高速公路局）
- 國道二號甲線大園交流道示意圖 （页面存档备份，存于）（交通部高速公路局）